# Un diamant gros comme le Ritz
Un diamant gros comme le Ritz (titre original : The Diamond as Big as the Ritz) est un roman court de F. Scott Fitzgerald publié dans le magazine littéraire The Smart Set en 1922, avant de figurer dans l'anthologie de nouvelles Tales of the Jazz Age.

## Résumé
John Unger est invité par Percy Washington, un ami étudiant dont le père est richissime, à passer l'été dans la propriété familiale des Washington. La famille de Percy est composée de son père (Braddock Washington), de sa mère (Mrs Washington), et de ses deux sœurs, l'aînée Jasmine et la cadette Kismine. La famille est servie par des esclaves noirs à qui l'on a fait croire qu'à la suite d'une Seconde Guerre de Sécession, les sudistes ont remporté la guerre et rétabli l'esclavage.
John apprendra successivement que la fortune familiale de son ami résulte de l'exploitation d'une mine de diamant énorme et d'un seul tenant, « plus grosse que l'hôtel Ritz » (la mine est en fait le grattage du sol car la colline, sous une fine couche d'humus, n'est qu'un seul bloc de diamant) et que le père de son camarade emprisonne tous ceux qui sont susceptibles de révéler l'endroit où se situe la propriété.
John tombe amoureux de Kismine, et cette dernière va aussi tomber amoureuse de lui. Mais au détour d'une discussion avec Kismine, John découvre le sort qu'on lui réservait pour la fin de l'été : l'exécution pure et simple par empoisonnement.
Peu après, une attaque de la propriété des Washington par des aviateurs survolant la propriété va changer la donne : John, Kismine et Jasmine parviennent à s'échapper de la propriété, tandis que les Percy et ses parents accompagnés d'esclaves Noirs portant un diamant disparaissent par une trappe dans la montagne. La montagne qui est électrifiée s'embrase et emporte tout à l'horizon, détruisant le château, les mines et tuant les aviateurs qui avaient atterri.
La mine est détruite, la fortune familiale est anéantie. Dans la précipitation et la confusion de la fuite, Jasmine et Kismine n'ont pas emporté de vrais diamants (elles ont pris des jouets : des imitations de diamants), si bien qu'il leur faudra vivre pauvres dans un monde dans lequel jusqu'à présent elles n'avaient jamais manqué de rien…

## Genre littéraire
Le genre littéraire du livre est le fantastique. Tout commence dans un monde normal. Il y a souvent du doute et il a toujours 2 possibilités (logique et surnaturelle). Quelque chose d'étrange doit arriver.